# Saleh al-Mutlaq
Saleh Muhammed al-Mutlaq, född 1 juli 1947 i Falluja, är en irakisk politiker och partiledare för Irakiska fronten för nationell dialog.

## Biografi
Al-Mutlaq gick i skola i Al-Habbaniyya och fortsatte med att ta examen vid universitetet i Bagdad 1968. Han disputerade senare och tog sin doktorsexamen i agronomi vid University of Aberdeen 1974.
Mutlaq och hans familj har utsatts för hot och våld, och hans bror kidnappades och mördades efter valet 2005. Flera av hans livvakter har också mördats. Till följd av detta bor hans fru och son i Amman i Jordanien.

### Politiken
Al-Mutlaq var aktiv medlem av Baathpartiet, men uteslöts 1977 efter att ha kritiserat regeringen och insisterat på att fem shiitiska män, som anklagats för att ha startat en komplott mot staten, borde få en rättvis rättegång. Han gjorde sedan en framgångsrik karriär inom jordbruket, innan han återvände till politiken efter invasionen av Irak 2003, och invaldes i kommittén med uppdrag att skriva en ny konstitution. Han röstade dock emot den nya konstitutionen på grund av den bestämmelse som förbjöd Baathpartiet.
Mutlaq anslöt sig senare till den irakiska fronten för nationell dialog, en sunniarabiskledd politisk lista, som bildats för att motsätta sig valet i december 2005. Den nationella fronten krävde ett slut på närvaron av utländska trupper och återuppbyggnad av statliga institutioner. Man planerade också att fokusera på Iraks ekonomiska och säkerhetsmässiga problem. Frontens huvudkomponenter är den irakiska nationella fronten, Nationell front för ett fritt och enat Irak och de irakiska Kristdemokraterna Minas.
Front lyckades relativt väl i valet december 2005 och vann 11 platser i parlamentet, men klagade över utbrett valfusk och krävde en ny röstning. Västerländska observatörer och FN ansåg dock att omröstningen var i allt väsentligt fri och rättvis. Som ledare för irakiska fronten för nationell dialog, den femte största politiska listan i Iraks parlament, var Mutlaq från 21 december 2010 till 11 augusti 2015 en av tre vice premiärministrar i Irak.